# Basil Hall
Pour les articles homonymes, voir Hall.
Basil Hall (31 décembre 1788 - 11 septembre 1844), second fils du chimiste et géologue écossais Sir James Hall (1761-1832), est un officier de la marine britannique connu pour ses récits de voyage. Il est un des premiers Européens à donner une description de la Corée.
Il fut attaché en 1816 à la mission de lord Amherst en Chine, explora les côtes de la Corée et l'archipel Liou-Tcheou (actuel archipel d'Okinawa) dont il publia la description en 1818, fut chargé, de 1820 à 1822, d'explorer les côtes de l'Amérique méridionale, et en donna la description en 1824 (traduit dès 1825 sous le titre de Voyage au Chili, au Pérou, etc.), et fit ensuite pour son propre compte divers voyages qu'il a publiés sous le titre de Travels in North-America, 1839. Atteint à la fin de sa vie d'aliénation, il mourut dans une maison de fous.

## Livres numérisés
- Account of a voyage of discovery to the west coast of Corea, and the great Loo-Choo island, 1818.
- Mémoires et voyages du Capitaine Basil Hall, 1834.
- Voyage dans les États-Unis de l'Amérique du Nord: et dans le Haut et le Bas-Canada, 1834.
- Voyage au Chili, au Pérou et au Mexique pendant les années 1820, 1821 et 1822, 1834.
- Scènes de la vie maritime, 1853.

## Source
Cet article comprend des extraits du Dictionnaire Bouillet. Il est possible de supprimer cette indication, si le texte reflète le savoir actuel sur ce thème, si les sources sont citées, s'il satisfait aux exigences linguistiques actuelles et s'il ne contient pas de propos qui vont à l'encontre des règles de neutralité de Wikipédia.